# Noor al-Hussein
Pour les articles homonymes, voir Noor.
Titre
Reine de Jordanie
15 juin 1978 – 7 février 1999
(20 ans, 7 mois et 23 jours)
Noor ou Nour al-Hussein, née Lisa Najeeb Halaby le 23 août 1951, est la quatrième épouse et la veuve du roi Hussein de Jordanie, avec qui elle a eu quatre enfants. Elle est américaine de naissance, son père Najeeb Halaby est libano-syrien, de confession chrétienne, et sa mère Doris Carlquist est suédoise.

## Biographie
Elle poursuit ses études universitaires à l'université de Princeton en 1969 pour obtenir un baccalauréat en architecture et planification urbaine en 1975.
Elle est depuis 1995 présidente du mouvement United World Colleges.
En 2015, elle reçoit le prix Woodrow Wilson Awards.
En novembre 2017, son nom est cité dans les révélations des Paradise Papers,.

## Mariage et descendance
Son mariage avec le roi Hussein de Jordanie a eu lieu le 15 juin 1978. Ils ont eu quatre enfants :
- Le prince Hamzah ben al-Hussein, né en 1980 ;
- Le prince Hashim ben al-Hussein, né en 1981 ;
- La princesse Iman bint al-Hussein, née en 1983 ;
- La princesse Raiyah bint al-Hussein, née en 1986.

## Publications
- Reine Noor (trad. de l'anglais), Souvenirs d'une vie inattendue, Paris, Buchet-Chastel, 2004, 448 p. (ISBN 978-2283020043).